# چندریختی (زیست‌شناسی)
چندریختی در زیست‌شناسی هنگامی رخ می‌دهد که دو یا چند فنوتیپ که آشکارا با هم تفاوت دارند در جمعیت یک گونهٔ زیستی وجود داشته باشد. به سخنی دیگر می‌توان گفت چندریختی بودن بیش از یک ریخت یا چهره در جمعیت یک گونهٔ زیستی می‌باشد.